# Championnat d'Europe féminin de basket-ball 2017
Navigation
Hongrie/Roumanie 2015 Serbie/Lettonie 2019
La 36e édition du Championnat d'Europe de basket-ball féminin (officiellement FIBA EuroBasket Women 2017) a lieu du 16 au 25 juin 2017 à Prague et Hradec Králové, en République tchèque. La compétition est attribuée à ce pays le jour de la clôture de l'édition 2015.
L'Euro 2017 est plus court que le précédent, revenant à une formule à 16 équipes s'affrontant sur un format comparable à celui des championnats du monde avec quatre groupes de quatre équipes dont seule la première est qualifiée directement pour les quarts de finale, alors que les équipes classées 2e et 3e de leur groupe s'affrontent en croisant les poules lors de barrages pour obtenir les quatre dernières places en playoffs.

## Villes hôtes
Les villes de Prague et Hradec Králové sont retenues pour accueillir chacune deux des quatre poules du premier tour et les matchs de barrage. Prague reçoit ensuite dans une seconde salle toute la phase finale.
| Aperçu | Tour                                      | Ville          | Salle          | Capacité                           |
| ------ | ----------------------------------------- | -------------- | -------------- | ---------------------------------- |
|        | 1er tour - Groupes A et B Barrages        | Hradec Králové | Fortuna Arena  | 3 666                              |
|        | 1er tour - Groupes C et D Barrages        | Prague         | Královka Arena | 1 229                              |
|        | Phase finale (à partir des 1/4 de finale) | Prague         | O2 Arena       | 5 408 (peut être étendue à 12 706) |

## Participants

### Qualifications
Le tournoi de qualification se déroule sur deux années avec trois séquences par an pour déterminer les 15 équipes qui s'ajouteront au pays hôte.
| Moyen de qualification                               | Nombre de place(s) | Date de qualification | Pays qualifiés     | Classement officiel de l'Euro 2015      | Ranking des qualifications à l'Euro 2017 | Meilleur résultat            |
| ---------------------------------------------------- | ------------------ | --------------------- | ------------------ | --------------------------------------- | ---------------------------------------- | ---------------------------- |
| Pays hôte                                            | 1                  | 28 juin 2015          | République tchèque | 11                                      | -                                        | Vainqueur (2005)             |
| Premiers des poules des qualifications à l'Euro 2017 | 9                  | 24 février 2016       | Espagne            | 3                                       | 1                                        | Vainqueur (1993, 2013)       |
| Premiers des poules des qualifications à l'Euro 2017 | 9                  | 19 novembre 2016      | France             | 2                                       | 2                                        | Vainqueur (2001, 2009)       |
| Premiers des poules des qualifications à l'Euro 2017 | 9                  | 23 novembre 2016      | Russie             | 6                                       | 3                                        | Vainqueur (2003, 2007, 2011) |
| Premiers des poules des qualifications à l'Euro 2017 | 9                  | 19 novembre 2016      | Ukraine            | 16                                      | 4                                        | Vainqueur (1995)             |
| Premiers des poules des qualifications à l'Euro 2017 | 9                  | 23 novembre 2016      | Belgique           | 21 (2d tour des qualifs de l'Euro 2015) | 5                                        | 6e place (2003)              |
| Premiers des poules des qualifications à l'Euro 2017 | 9                  | 19 novembre 2016      | Turquie            | 5                                       | 6                                        | Finaliste (2011)             |
| Premiers des poules des qualifications à l'Euro 2017 | 9                  | 19 novembre 2016      | Slovénie           | 22 (2d tour des qualifs de l'Euro 2015) | 7                                        | Première participation       |
| Premiers des poules des qualifications à l'Euro 2017 | 9                  | 23 novembre 2016      | Hongrie            | 17                                      | 8                                        | Finaliste (1950, 1956)       |
| Premiers des poules des qualifications à l'Euro 2017 | 9                  | 19 novembre 2016      | Italie             | 15                                      | 9                                        | Vainqueur (1938)             |
| Meilleurs deuxièmes des qualifications à l'Euro 2017 | 6                  | 23 novembre 2016      | Lettonie           | 13                                      | 10                                       | 4e place (2007)              |
| Meilleurs deuxièmes des qualifications à l'Euro 2017 | 6                  | 23 novembre 2016      | Serbie             | 1                                       | 12                                       | Vainqueur (2015)             |
| Meilleurs deuxièmes des qualifications à l'Euro 2017 | 6                  | 23 novembre 2016      | Slovaquie          | 9                                       | 13                                       | Finaliste (1997)             |
| Meilleurs deuxièmes des qualifications à l'Euro 2017 | 6                  | 23 novembre 2016      | Monténégro         | 7                                       | 14                                       | 6e place (2011)              |
| Meilleurs deuxièmes des qualifications à l'Euro 2017 | 6                  | 23 novembre 2016      | Grèce              | 10                                      | 11                                       | 5e place (2009)              |
| Meilleurs deuxièmes des qualifications à l'Euro 2017 | 6                  | 23 novembre 2016      | Biélorussie        | 4                                       | 15                                       | 3e place (2007)              |

### Tirage au sort
Le tirage au sort a lieu à Prague le 9 décembre 2016. Les 16 équipes sont réparties dans quatre pots, suivant la moyenne de leurs classements lors de l'Euro 2015 et des qualifications à l'Euro 2017 (indiquée entre parenthèses dans le tableau suivant).
| Pot 1         | Pot 2             | Pot 3                   | Pot 4           |
| ------------- | ----------------- | ----------------------- | --------------- |
| France (2)    | Serbie (6,5)      | Grèce (10,5)            | Italie (12)     |
| Espagne (2)   | Biélorussie (9,5) | Slovaquie (11)          | Hongrie (12,5)  |
| Russie (4,5)  | Ukraine (10)      | République tchèque (11) | Belgique (13)   |
| Turquie (5,5) | Monténégro (10,5) | Lettonie (11,5)         | Slovénie (14,5) |

## Résultats

### Premier tour

#### Groupe A
| Groupe A (Hradec Králové) | Groupe A (Hradec Králové) | Groupe A (Hradec Králové) | Groupe A (Hradec Králové) | Groupe A (Hradec Králové) | Groupe A (Hradec Králové) | Groupe A (Hradec Králové) | Groupe A (Hradec Králové) | Groupe A (Hradec Králové) |
|                           | Équipe                    | Pts                       | G                         | P                         | PP                        | PC                        | Diff                      | Dép                       |
| ------------------------- | ------------------------- | ------------------------- | ------------------------- | ------------------------- | ------------------------- | ------------------------- | ------------------------- | ------------------------- |
| 1                         | Espagne                   | 5                         | 2                         | 1                         | 201                       | 169                       | +32                       | +22                       |
| 2                         | Ukraine                   | 5                         | 2                         | 1                         | 197                       | 195                       | +2                        | -22                       |
| 3                         | Hongrie                   | 4                         | 1                         | 2                         | 194                       | 216                       | -22                       | +4                        |
| 4                         | République tchèque        | 4                         | 1                         | 2                         | 184                       | 196                       | -12                       | -4                        |

| 16 juin 2017 | Hongrie            | 48 - 62 | Espagne            |
| 16 juin 2017 | Ukraine            | 59 - 47 | République tchèque |
| 17 juin 2017 | République tchèque | 70 - 74 | Hongrie            |
| 17 juin 2017 | Espagne            | 76 - 54 | Ukraine            |
| 19 juin 2017 | Hongrie            | 72 - 84 | Ukraine            |
| 19 juin 2017 | République tchèque | 67 - 63 | Espagne            |

Légende : Pts : nombre de points (victoire 2 points, défaite 1 point) ; G : nombre de matches gagnés ; P : nombre de matches perdus ; PP : nombre de points marqués ; PC : nombre de points encaissés ; Diff. : différence de points ; Dép départage particulier en cas d'égalité ; en gras les équipes qualifiées, sur fond jaune pour la qualification directe en quart de finale, sur fond gris pour la poursuite en barrages ; en rouge et italique celle éliminée.

#### Groupe B
| Groupe B (Hradec Králové) | Groupe B (Hradec Králové) | Groupe B (Hradec Králové) | Groupe B (Hradec Králové) | Groupe B (Hradec Králové) | Groupe B (Hradec Králové) | Groupe B (Hradec Králové) | Groupe B (Hradec Králové) | Groupe B (Hradec Králové) |
|                           | Équipe                    | Pts                       | G                         | P                         | PP                        | PC                        | Diff                      | Dép                       |
| ------------------------- | ------------------------- | ------------------------- | ------------------------- | ------------------------- | ------------------------- | ------------------------- | ------------------------- | ------------------------- |
| 1                         | Turquie                   | 6                         | 3                         | 0                         | 211                       | 185                       | +26                       |                           |
| 2                         | Italie                    | 5                         | 2                         | 1                         | 201                       | 175                       | +26                       |                           |
| 3                         | Slovaquie                 | 4                         | 1                         | 2                         | 187                       | 196                       | -9                        |                           |
| 4                         | Biélorussie               | 3                         | 0                         | 3                         | 193                       | 236                       | -43                       |                           |

| 16 juin 2017 | Biélorussie | 60 - 80 | Italie      |
| 16 juin 2017 | Turquie     | 69 - 58 | Slovaquie   |
| 17 juin 2017 | Slovaquie   | 68 - 59 | Biélorussie |
| 17 juin 2017 | Italie      | 53 - 54 | Turquie     |
| 19 juin 2017 | Biélorussie | 74 - 88 | Turquie     |
| 19 juin 2017 | Slovaquie   | 61 - 68 | Italie      |

Légende : Pts : nombre de points (victoire 2 points, défaite 1 point) ; G : nombre de matches gagnés ; P : nombre de matches perdus ; PP : nombre de points marqués ; PC : nombre de points encaissés ; Diff. : différence de points ; Dép départage particulier en cas d'égalité ; en gras les équipes qualifiées, sur fond jaune pour la qualification directe en quart de finale, sur fond gris pour la poursuite en barrages ; en rouge et italique celle éliminée.

#### Groupe C
| Groupe C (Prague - Královka) | Groupe C (Prague - Královka) | Groupe C (Prague - Královka) | Groupe C (Prague - Královka) | Groupe C (Prague - Královka) | Groupe C (Prague - Královka) | Groupe C (Prague - Královka) | Groupe C (Prague - Královka) | Groupe C (Prague - Královka) |
|                              | Équipe                       | Pts                          | G                            | P                            | PP                           | PC                           | Diff                         | Dép                          |
| ---------------------------- | ---------------------------- | ---------------------------- | ---------------------------- | ---------------------------- | ---------------------------- | ---------------------------- | ---------------------------- | ---------------------------- |
| 1                            | France                       | 6                            | 3                            | 0                            | 213                          | 188                          | +25                          |                              |
| 2                            | Serbie                       | 4                            | 1                            | 2                            | 205                          | 211                          | -6                           | +10                          |
| 3                            | Grèce                        | 4                            | 1                            | 2                            | 188                          | 189                          | -1                           | +6                           |
| 4                            | Slovénie                     | 4                            | 1                            | 2                            | 196                          | 214                          | -18                          | -16                          |

| 16 juin 2017 | Serbie   | 60 - 69 | Grèce    |
| 16 juin 2017 | Slovénie | 68 - 70 | France   |
| 17 juin 2017 | France   | 73 - 57 | Serbie   |
| 17 juin 2017 | Grèce    | 56 - 59 | Slovénie |
| 19 juin 2017 | Serbie   | 88 - 69 | Slovénie |
| 19 juin 2017 | France   | 70 - 63 | Grèce    |

Légende : Pts : nombre de points (victoire 2 points, défaite 1 point) ; G : nombre de matches gagnés ; P : nombre de matches perdus ; PP : nombre de points marqués ; PC : nombre de points encaissés ; Diff. : différence de points ; Dép départage particulier en cas d'égalité ; en gras les équipes qualifiées, sur fond jaune pour la qualification directe en quart de finale, sur fond gris pour la poursuite en barrages ; en rouge et italique celle éliminée.

#### Groupe D
| Groupe D (Prague - Královka) | Groupe D (Prague - Královka) | Groupe D (Prague - Královka) | Groupe D (Prague - Královka) | Groupe D (Prague - Královka) | Groupe D (Prague - Královka) | Groupe D (Prague - Královka) | Groupe D (Prague - Královka) | Groupe D (Prague - Královka) |
|                              | Équipe                       | Pts                          | G                            | P                            | PP                           | PC                           | Diff                         | Dép                          |
| ---------------------------- | ---------------------------- | ---------------------------- | ---------------------------- | ---------------------------- | ---------------------------- | ---------------------------- | ---------------------------- | ---------------------------- |
| 1                            | Belgique                     | 6                            | 3                            | 0                            | 204                          | 197                          | +7                           |                              |
| 2                            | Russie                       | 5                            | 2                            | 1                            | 224                          | 189                          | +35                          |                              |
| 3                            | Lettonie                     | 4                            | 1                            | 2                            | 193                          | 188                          | +5                           |                              |
| 4                            | Monténégro                   | 3                            | 0                            | 3                            | 173                          | 220                          | -47                          |                              |

| 16 juin 2017 | Lettonie   | 59 - 71   | Russie     |
| 16 juin 2017 | Belgique   | 66 - 64   | Monténégro |
| 17 juin 2017 | Monténégro | 55 - 76   | Lettonie   |
| 17 juin 2017 | Russie     | 75 - 76ap | Belgique   |
| 19 juin 2017 | Lettonie   | 58 - 62   | Belgique   |
| 19 juin 2017 | Monténégro | 54 - 78   | Russie     |

Légende : Pts : nombre de points (victoire 2 points, défaite 1 point) ; G : nombre de matches gagnés ; P : nombre de matches perdus ; PP : nombre de points marqués ; PC : nombre de points encaissés ; Diff. : différence de points ; Dép départage particulier en cas d'égalité ; en gras les équipes qualifiées, sur fond jaune pour la qualification directe en quart de finale, sur fond gris pour la poursuite en barrages ; en rouge et italique celle éliminée.

### Phase finale

#### Tableau
|  | Barrages                               | Barrages                         |                                        |                               | Quarts de finale                 | Quarts de finale                 |    |  | Demi-finales                     | Demi-finales                     |  |  | Finale                           | Finale                           |
|  | -------------------------------------- | -------------------------------- | -------------------------------------- | ----------------------------- | -------------------------------- | -------------------------------- | -- |  | -------------------------------- | -------------------------------- |  |  | -------------------------------- | -------------------------------- |
|  |                                        |                                  |                                        |                               |                                  |                                  |    |  |                                  |                                  |  |  |                                  |                                  |
|  |                                        |                                  |                                        |                               | 22 juin 2017 à Prague (O2 Arena) | 22 juin 2017 à Prague (O2 Arena) |    |  | 24 juin 2017 à Prague (O2 Arena) | 24 juin 2017 à Prague (O2 Arena) |  |  | 25 juin 2017 à Prague (O2 Arena) | 25 juin 2017 à Prague (O2 Arena) |
|  |                                        |                                  |                                        |                               | 22 juin 2017 à Prague (O2 Arena) | 22 juin 2017 à Prague (O2 Arena) |    |  | 24 juin 2017 à Prague (O2 Arena) | 24 juin 2017 à Prague (O2 Arena) |  |  | 25 juin 2017 à Prague (O2 Arena) | 25 juin 2017 à Prague (O2 Arena) |
|  |                                        |                                  |                                        |                               | 22 juin 2017 à Prague (O2 Arena) | 22 juin 2017 à Prague (O2 Arena) |    |  | 24 juin 2017 à Prague (O2 Arena) | 24 juin 2017 à Prague (O2 Arena) |  |  | 25 juin 2017 à Prague (O2 Arena) | 25 juin 2017 à Prague (O2 Arena) |
|  |                                        |                                  |                                        |                               | 22 juin 2017 à Prague (O2 Arena) | 22 juin 2017 à Prague (O2 Arena) |    |  | 24 juin 2017 à Prague (O2 Arena) | 24 juin 2017 à Prague (O2 Arena) |  |  | 25 juin 2017 à Prague (O2 Arena) | 25 juin 2017 à Prague (O2 Arena) |
|  |                                        |                                  |                                        |                               | 22 juin 2017 à Prague (O2 Arena) | 22 juin 2017 à Prague (O2 Arena) |    |  | 24 juin 2017 à Prague (O2 Arena) | 24 juin 2017 à Prague (O2 Arena) |  |  | 25 juin 2017 à Prague (O2 Arena) | 25 juin 2017 à Prague (O2 Arena) |
|  |                                        | [A1] Espagne                     | 67                                     |                               |                                  |                                  |    |  | 24 juin 2017 à Prague (O2 Arena) | 24 juin 2017 à Prague (O2 Arena) |  |  | 25 juin 2017 à Prague (O2 Arena) | 25 juin 2017 à Prague (O2 Arena) |
|  | 20 juin 2017 à Prague (Královka Arena) | [A1] Espagne                     | 67                                     |                               |                                  |                                  |    |  | 24 juin 2017 à Prague (O2 Arena) | 24 juin 2017 à Prague (O2 Arena) |  |  | 25 juin 2017 à Prague (O2 Arena) | 25 juin 2017 à Prague (O2 Arena) |
|  |                                        | [D3] Lettonie                    | 47                                     |                               |                                  |                                  |    |  | 24 juin 2017 à Prague (O2 Arena) | 24 juin 2017 à Prague (O2 Arena) |  |  | 25 juin 2017 à Prague (O2 Arena) | 25 juin 2017 à Prague (O2 Arena) |
|  | [C2] Serbie                            | [D3] Lettonie                    | 47                                     | 70                            |                                  |                                  |    |  | 24 juin 2017 à Prague (O2 Arena) | 24 juin 2017 à Prague (O2 Arena) |  |  | 25 juin 2017 à Prague (O2 Arena) | 25 juin 2017 à Prague (O2 Arena) |
|  | [C2] Serbie                            | 22 juin 2017 à Prague (O2 Arena) |                                        | 70                            |                                  |                                  |    |  | 24 juin 2017 à Prague (O2 Arena) | 24 juin 2017 à Prague (O2 Arena) |  |  | 25 juin 2017 à Prague (O2 Arena) | 25 juin 2017 à Prague (O2 Arena) |
|  | [D3] Lettonie                          | 75                               |                                        |                               |                                  |                                  |    |  | 24 juin 2017 à Prague (O2 Arena) | 24 juin 2017 à Prague (O2 Arena) |  |  | 25 juin 2017 à Prague (O2 Arena) | 25 juin 2017 à Prague (O2 Arena) |
|  | [D3] Lettonie                          | 75                               |                                        | [A1] Espagne                  | 68                               |                                  |    |  |                                  |                                  |  |  | 25 juin 2017 à Prague (O2 Arena) | 25 juin 2017 à Prague (O2 Arena) |
|  |                                        |                                  |                                        | [A1] Espagne                  | 68                               |                                  |    |  |                                  |                                  |  |  | 25 juin 2017 à Prague (O2 Arena) | 25 juin 2017 à Prague (O2 Arena) |
|  |                                        |                                  | [D1] Belgique                          | 52                            |                                  |                                  |    |  |                                  |                                  |  |  | 25 juin 2017 à Prague (O2 Arena) | 25 juin 2017 à Prague (O2 Arena) |
|  |                                        |                                  | [D1] Belgique                          | 52                            |                                  |                                  |    |  |                                  |                                  |  |  | 25 juin 2017 à Prague (O2 Arena) | 25 juin 2017 à Prague (O2 Arena) |
|  | 24 juin 2017 à Prague (O2 Arena)       |                                  |                                        |                               |                                  |                                  |    |  |                                  |                                  |  |  | 25 juin 2017 à Prague (O2 Arena) | 25 juin 2017 à Prague (O2 Arena) |
|  |                                        |                                  |                                        |                               |                                  |                                  |    |  |                                  |                                  |  |  | 25 juin 2017 à Prague (O2 Arena) | 25 juin 2017 à Prague (O2 Arena) |
|  |                                        | [D1] Belgique                    | 79                                     |                               |                                  |                                  |    |  |                                  |                                  |  |  | 25 juin 2017 à Prague (O2 Arena) | 25 juin 2017 à Prague (O2 Arena) |
|  | 20 juin 2017 à Hradec Králové          | [D1] Belgique                    | 79                                     |                               |                                  |                                  |    |  |                                  |                                  |  |  | 25 juin 2017 à Prague (O2 Arena) | 25 juin 2017 à Prague (O2 Arena) |
|  |                                        | [B2] Italie                      | 66                                     |                               |                                  |                                  |    |  |                                  |                                  |  |  | 25 juin 2017 à Prague (O2 Arena) | 25 juin 2017 à Prague (O2 Arena) |
|  | [B2] Italie                            | [B2] Italie                      | 66                                     | 49                            |                                  |                                  |    |  |                                  |                                  |  |  | 25 juin 2017 à Prague (O2 Arena) | 25 juin 2017 à Prague (O2 Arena) |
|  | [B2] Italie                            | 22 juin 2017 à Prague (O2 Arena) |                                        | 49                            |                                  |                                  |    |  |                                  |                                  |  |  | 25 juin 2017 à Prague (O2 Arena) | 25 juin 2017 à Prague (O2 Arena) |
|  | [A3] Hongrie                           | 48                               |                                        |                               |                                  |                                  |    |  |                                  |                                  |  |  | 25 juin 2017 à Prague (O2 Arena) | 25 juin 2017 à Prague (O2 Arena) |
|  | [A3] Hongrie                           | 48                               |                                        | [A1] Espagne                  | 71                               |                                  |    |  |                                  |                                  |  |  |                                  |                                  |
|  |                                        |                                  |                                        | [A1] Espagne                  | 71                               |                                  |    |  |                                  |                                  |  |  |                                  |                                  |
|  |                                        | [C1] France                      | 55                                     |                               |                                  |                                  |    |  |                                  |                                  |  |  |                                  |                                  |
|  |                                        | [C1] France                      | 55                                     |                               |                                  |                                  |    |  |                                  |                                  |  |  |                                  |                                  |
|  |                                        |                                  |                                        |                               |                                  |                                  |    |  |                                  |                                  |  |  |                                  |                                  |
|  |                                        |                                  |                                        |                               |                                  |                                  |    |  |                                  |                                  |  |  |                                  |                                  |
|  | [B1] Turquie                           | 55                               |                                        |                               |                                  |                                  |    |  |                                  |                                  |  |  |                                  |                                  |
|  | [B1] Turquie                           | 55                               | 20 juin 2017 à Prague (Královka Arena) |                               |                                  |                                  |    |  |                                  |                                  |  |  |                                  |                                  |
|  |                                        | [C3] Grèce                       | 84                                     |                               |                                  |                                  |    |  |                                  |                                  |  |  |                                  |                                  |
|  | [D2] Russie                            | [C3] Grèce                       | 84                                     | 58                            |                                  |                                  |    |  |                                  |                                  |  |  |                                  |                                  |
|  | [D2] Russie                            | 22 juin 2017 à Prague (O2 Arena) |                                        | 58                            |                                  |                                  |    |  |                                  |                                  |  |  |                                  |                                  |
|  | [C3] Grèce                             | 62                               |                                        |                               |                                  |                                  |    |  |                                  |                                  |  |  |                                  |                                  |
|  | [C3] Grèce                             | 62                               |                                        | [C3] Grèce                    | 55                               |                                  |    |  |                                  |                                  |  |  |                                  |                                  |
|  |                                        |                                  |                                        | [C3] Grèce                    | 55                               |                                  |    |  |                                  |                                  |  |  |                                  |                                  |
|  |                                        | [C1] France                      | 77                                     |                               |                                  |                                  |    |  |                                  |                                  |  |  |                                  |                                  |
|  |                                        | [C1] France                      | 77                                     |                               |                                  |                                  |    |  |                                  |                                  |  |  |                                  |                                  |
|  |                                        |                                  |                                        |                               |                                  |                                  |    |  |                                  |                                  |  |  |                                  |                                  |
|  |                                        |                                  | Match pour la 3e place                 |                               |                                  |                                  |    |  |                                  |                                  |  |  |                                  |                                  |
|  | [C1] France                            | 67                               |                                        |                               |                                  |                                  |    |  |                                  |                                  |  |  |                                  |                                  |
|  | [C1] France                            | 67                               | 20 juin 2017 à Hradec Králové          | 20 juin 2017 à Hradec Králové | 25 juin 2017 à Prague (O2 Arena) | 25 juin 2017 à Prague (O2 Arena) |    |  |                                  |                                  |  |  |                                  |                                  |
|  |                                        | [B3] Slovaquie                   | 20 juin 2017 à Hradec Králové          | 20 juin 2017 à Hradec Králové | 25 juin 2017 à Prague (O2 Arena) | 25 juin 2017 à Prague (O2 Arena) | 40 |  |                                  |                                  |  |  |                                  |                                  |
|  | [A2] Ukraine                           | [B3] Slovaquie                   | 68                                     | [D1] Belgique                 | 78                               |                                  | 40 |  |                                  |                                  |  |  |                                  |                                  |
|  | [A2] Ukraine                           |                                  |                                        |                               | 78                               |                                  |    |  |                                  |                                  |  |  |                                  |                                  |
|  | [B3] Slovaquie                         | 82                               |                                        |                               | [C3] Grèce                       | 45                               |    |  |                                  |                                  |  |  |                                  |                                  |
|  | [B3] Slovaquie                         | 82                               |                                        |                               | [C3] Grèce                       | 45                               |    |  |                                  |                                  |  |  |                                  |                                  |

Les équipes éliminées en quarts de finale sont reversées dans un nouveau tableau pour attribuer les places de 5 à 8.
|  | Tour de classement               | Tour de classement               |                        |    | Match pour la 5e place           | Match pour la 5e place           |
|  | Tour de classement               | Tour de classement               |                        |    | Match pour la 5e place           | Match pour la 5e place           |
|  |                                  |                                  |                        |    |                                  |                                  |
|  | 24 juin 2017 à Prague (O2 Arena) | 24 juin 2017 à Prague (O2 Arena) |                        |    | 25 juin 2015 à Prague (O2 Arena) | 25 juin 2015 à Prague (O2 Arena) |
|  | 24 juin 2017 à Prague (O2 Arena) | 24 juin 2017 à Prague (O2 Arena) |                        |    | 25 juin 2015 à Prague (O2 Arena) | 25 juin 2015 à Prague (O2 Arena) |
|  | [D3] Lettonie                    | 68                               |                        |    | 25 juin 2015 à Prague (O2 Arena) | 25 juin 2015 à Prague (O2 Arena) |
|  | [D3] Lettonie                    | 68                               |                        |    | 25 juin 2015 à Prague (O2 Arena) | 25 juin 2015 à Prague (O2 Arena) |
|  | [B2] Italie                      | 67                               |                        |    | 25 juin 2015 à Prague (O2 Arena) | 25 juin 2015 à Prague (O2 Arena) |
|  | [B2] Italie                      | 67                               | [D3] Lettonie          | 63 |                                  |                                  |
|  | 24 juin 2017 à Prague (O2 Arena) |                                  | [D3] Lettonie          | 63 |                                  |                                  |
|  |                                  | [B1] Turquie                     | 72                     |    |                                  |                                  |
|  | [B1] Turquie                     | [B1] Turquie                     | 72                     | 72 |                                  |                                  |
|  | [B1] Turquie                     |                                  |                        | 72 |                                  |                                  |
|  | [B3] Slovaquie                   | 56                               |                        |    |                                  |                                  |
|  | [B3] Slovaquie                   | 56                               | Match pour la 7e place |    |                                  |                                  |
|  |                                  |                                  |                        |    |                                  |                                  |
|  | 25 juin 2015 à Prague (O2 Arena) |                                  |                        |    |                                  |                                  |
|  |                                  |                                  |                        |    |                                  |                                  |
|  | [B2] Italie                      | 71                               |                        |    |                                  |                                  |
|  | [B2] Italie                      | 71                               |                        |    |                                  |                                  |
|  | [B3] Slovaquie                   | 54                               |                        |    |                                  |                                  |
|  | [B3] Slovaquie                   | 54                               |                        |    |                                  |                                  |

#### Match pour la troisième place
| 25 juin 2017 18h | Rapport | Belgique                                                 | 78-45                    | Grèce                                                     |  | O2 Arena Prague Affluence : 3 100 Arbitres : Boris Krejić Maj Forsberg Mārtiņš Kozlovskis |
| 25 juin 2017 18h | Rapport | Score par quart-temps : 24-15, 16-14, 21-7, 17-9         |                          |                                                           |  | O2 Arena Prague Affluence : 3 100 Arbitres : Boris Krejić Maj Forsberg Mārtiņš Kozlovskis |
| 25 juin 2017 18h | Rapport | Score par mi-temps : 40-29, 38-16                        |                          |                                                           |  | O2 Arena Prague Affluence : 3 100 Arbitres : Boris Krejić Maj Forsberg Mārtiņš Kozlovskis |
| 25 juin 2017 18h | Rapport | Kim Mestdagh, 18 Raman, Wauters, 8 Marjorie Carpréaux, 8 | Points Rebonds Passes d. | Evanthía Máltsi, 13 Evanthía Máltsi, 8 Evanthía Máltsi, 2 |  | O2 Arena Prague Affluence : 3 100 Arbitres : Boris Krejić Maj Forsberg Mārtiņš Kozlovskis |

#### Finale
| 25 juin 2017 20h30 | Rapport | Espagne                                            | 71-55                    | France                                              |  | O2 Arena Prague Affluence : 4 500 Arbitres : Janusz Calik Michele Rossi Özlem Yalman |
| 25 juin 2017 20h30 | Rapport | Score par quart-temps : 21-18, 18-12, 17-10, 15-15 |                          |                                                     |  | O2 Arena Prague Affluence : 4 500 Arbitres : Janusz Calik Michele Rossi Özlem Yalman |
| 25 juin 2017 20h30 | Rapport | Score par mi-temps : 39-30, 32-25                  |                          |                                                     |  | O2 Arena Prague Affluence : 4 500 Arbitres : Janusz Calik Michele Rossi Özlem Yalman |
| 25 juin 2017 20h30 | Rapport | Sancho Lyttle, 19 Sancho Lyttle, 8 Anna Cruz, 5    | Points Rebonds Passes d. | Céline Dumerc, 15 Olivia Époupa, 4 Olivia Époupa, 2 |  | O2 Arena Prague Affluence : 4 500 Arbitres : Janusz Calik Michele Rossi Özlem Yalman |